# Pittsfield (Nueva York)
Pittsfield es un pueblo ubicado en el condado de Otsego en el estado estadounidense de Nueva York. En el año 2000 tenía una población de 1,295 habitantes y una densidad poblacional de 13 personas por km².

## Geografía
Pittsfield se encuentra ubicado en las coordenadas 42°36′51″N 75°16′18″O / 42.61417, -75.27167.

## Demografía
Según la Oficina del Censo en 2000 los ingresos medios por hogar en la localidad eran de $30,078 y los ingresos medios por familia eran $36,328. Los hombres tenían unos ingresos medios de $27,446 frente a los $21,912 para las mujeres. La renta per cápita para la localidad era de $15,347. Alrededor del 14.5% de la población estaban por debajo del umbral de pobreza.